# Чінсалі
Чінсалі (англ. Chinsali) — місто у північно-східній Замбії, адміністративний центр провінції Мучинга.

## География
Місто розташовано за 180 км на північний схід від міста Мпика у горах Мучинга, на висоті близько 1300 м над рівнем моря.

## Демографія
За даними 2013 чисельність населення складає 18 288 осіб.
Динаміка чисельності населення міста за роками:
| 1990  | 2000   | 2013   |
| ----- | ------ | ------ |
| 7 509 | 11 507 | 18 288 |

## Відомі уродженці та жителі
- Кеннет Каунда – перший президент і прем'єр-міністр незалежної Замбії
- Саймон Капвепве — другий віце-президент Замбії від 1967 до 1970 року